# شان لانگستف
شان دیوید لانگستف (انگلیسی: Sean Longstaff؛ زادهٔ ۳۰ اکتبر ۱۹۹۷) بازیکن فوتبال اهل بریتانیا است.
از باشگاه‌هایی که در آن بازی کرده‌است می‌توان به باشگاه فوتبال بلکپول و نیوکاسل اشاره کرد.

## عملکرد
لانگ استاف کار خود را با تیم جوانان نیوکاسل یونایتد آغاز کرد. وی در ژانویه سال ۲۰۱۷ به همراه کالوم رابرتس و فردی وودمن به باشگاه اسکاتلندی کیلمارنوک نقل مکان کرد. وی در ژوئیه سال ۲۰۱۷ به‌طور قرضی به بلکپول پیوست.
مربی رافا بنیتز تحت تأثیر لانگ استاف در پیش فصل قرار گرفت و در نوامبر ۲۰۱۸ قرارداد چهار ساله ای با این بازیکن منعقد کرد. اولین حضور لانگ استاف برای تیم بزرگسالان به عنوان جانشینی در باخت ۴–۰ مقابل لیورپول در دسامبر سال ۲۰۱۸ رقم خورد. دو هفته بعد، پس از اولین حضور خود در جام حذفی، لانگ استاف اولین بازی خود در لیگ برتر را در مقابل چلسی انجام داد. این نخستین گل او در بازی برگشت جام حذفی مقابل بلکبرن روورز بود که قبل از این که او با اجرای یک پنالتی که در ژانویه ۲۰۱۹ به نیوکاسل داد، پیروزی ۲–۱ به مدافع عنوان قهرمانی منچسترسیتی را به دست آورد.
در ۲۶ فوریه ۲۰۱۹، لانگ استاف اولین گل لیگ برتری خود برای نیوکاسل را با نتیجه ۲–۰ مقابل برنلی به ثمر رساند. در مارس ۲۰۱۹ لانگ استاف به دلیل مصدومیت رباط زانو بقیه فصل را از دست داد.

## زندگی شخصی
برادر کوچکتر لانگ استاف، بزرگ شده در شمال شیلدز، فوتبالیستی است که در نیوکاسل یونایتد بازی می‌کند. پدر آنها دیوید بازیکن سابق هاکی روی یخ بریتانیا است که بیش از ۱۰۰ بار برای تیم ملی بازی کرده‌است و همچنان به عنوان بازیکن مربی برای ویتلی واریز فعال است. دیوید لانگ استاف همچنین پسر عموی آلن تامپسون بازیکن بین‌المللی پیشین انگلیس است.
پدر لانگستاف اظهار داشت که هر دو پسرش شان و متی طرفداران مادام العمر نیوکاسل یونایتد هستند.